# Consiliul Concurenței (Republica Moldova)
Consiliul Concurenței al Republicii Moldova este o autoritate publică autonomă, responsabilă față de Parlament, ce asigură aplicarea și respectarea legislației din domeniul concurenței, ajutorului de stat și publicității în limitele competenței sale. Consiliul Concurenței este succesorul de drept al Agenției Naționale pentru Protecția Concurenței (2007-2012).

## Rolul
Scopul activității Consiliului Concurenței este asigurarea respectării  legislației în domeniul  concurenției, prin acțiuni de preîntâmpinare a practicilor anticoncurențiale,  înlăturarea încălcărilor concurențiale, promovarea și creșterea culturii concurențiale.
Formarea mediului concurențial loial este o misiune importantă, pentru că doar cu eforturi comune ale mediului de afaceri,ale autorităților  statului,  mass-mediei,  societății   civile și evident a Consiliului Concurenței poate fi menținut  un mediu concurențial loial.

## Structura Consiliului Concurenței
Conform prevederilor articolului 35 a Legii Concurenței Nr. 183 din 11.07.2012 Consiliul Concurenței este constituit din conducere, aparat executiv, format din subdiviziuni specializate și operaționale, și filiale teritoriale. Consiliul Concurenței este condus de Plenul Consiliului Concurenței.
Plenul Consiliului Concurenței este un organ colegial decizional compus din 5 membri, inclusiv un președinte și doi vicepreședinți, care sînt, respectiv, președinte și vicepreședinți ai Consiliului Concurenței.
Membrii Plenului Consiliului Concurenței exercită funcții de demnitate publică. Personalul Consiliului Concurenței este compus din  personal de specialitate, care cade sub incidența Legii nr. 158-XVI din 4 iulie 2008 cu privire la funcția publică și statutul funcționarului public, și personal tehnic.

## Membrii Plenului Consiliului Concurenței
Membrii Plenului Consiliului Concurenței :
- Marcel Răducan[2], președinte al Consiliului Concurenței, președinte al Plenului Consiliului Concurenței
- Mihail Cibotaru[3] vicepreședinte al Plenului Consiliului Concurenței
- Ion Maxim[4], vicepreședinte al Plenului Consiliului Concurenței
- Ala Popescu[5], membru al Plenului Consiliului Concurenței
- Viorel Moșneaga[6], membru al Plenului Consiliului Concurenței

## Atribuții și competențe
Consiliul Concurenței este învestit cu putere de decizie, de reglementare, de interdicție, de intervenție, de inspecție și de sancționare, în limitele stabilite de legislație.
Consiliul Concurenței are următoarele atribuții principale:
- a)  promovează cultura concurențială;
- b)  elaborează actele normative necesare pentru implementarea legislației din domeniul concurenței, ajutorului de stat și publicității, în limitele competenței sale;
- c)  avizează proiectele de acte legislative și normative ce pot avea impact anticoncurențial;
- d)  sesizează organele competente privind incompatibilitatea actelor legislative și normative cu legislația din domeniul concurenței, ajutorului de stat și publicității, în limitele competenței sale;
- e)  investighează practicile anticoncurențiale, concurența neloială și alte încălcări ale legislației din domeniul concurenței, ajutorului de stat și publicității, în limitele competenței sale;
- f)  constată încălcări ale legislației din domeniul concurenței, ajutorului de stat și publicității, impune măsuri interimare în vederea încetării încălcărilor denunțate, impune măsuri corective și aplică sancțiuni pentru comiterea încălcărilor, în limitele competenței sale;
- g)  adoptă decizii prevăzute de lege pentru cazurile de concentrări economice;
- h)  autorizează, monitorizează și raportează ajutorul de stat;
- i)  înaintează în instanța de judecată acțiuni privind cazurile ce țin de competența sa;
- j)  realizează alte atribuții în conformitate cu legislația din domeniul concurenței, ajutorului de stat și publicității, în limitele competenței sale.